# Barsham (Suffolk)
Barsham – wieś w Anglii, w hrabstwie Suffolk, w dystrykcie East Suffolk. Leży 51 km na północny wschód od miasta Ipswich i 155 km na północny wschód od Londynu. W 2001 miejscowość liczyła 218 mieszkańców.